# Sade (Einheit)
Sade war ein Gewichtsmaß für Heu in Estland.
- 1 Sade = 10 Gristen = 200 Pfund (reval.) = 40 Liespfund
  - 1 Liespfund = 20 Pfund